# Jesse Belvin
Jesse Lorenzo Belvin (San Antonio, 15 december 1932 – Fairhope, 6 februari 1960) was een Amerikaanse r&b-zanger, pianist en songwriter.

## Carrière
Jesse Belvin groeide op in Los Angeles en kwam snel in contact met het plaatselijke, opbloeiende r&b-circuit. Hij vervoegde zich bij het zangkwartet Three Dots And A Dash, dat in 1951 werd ingezet door de saxofonist Big Jay McNeely voor de opname van All The Wine Is Gone bij Imperial Records. Hij werd de leider van een groep jonge zwarte musici, waaronder Richard Berry, Marvin Phillips, Sam Cooke, Eugene Church en Tony Allen.
Met Marvin Phillips als begeleiding nam Belvin in 1952 zijn eerste soloplaten op voor Specialty Records. In 1953 werd een gezamenlijke productie onder de naam Jesse & Marvin tot een eerste hit: Dream Girl bereikte de tweede plaats van de r&b-hitlijst. Kort daarna werd Belvin opgeroepen voor de militaire dienstplicht.
Nadat Belvin in 1954 het leger mocht verlaten, tekende hij een contract bij Modern Records in Los Angeles. Hij bezat het talent om in een korte periode liederen met perspectief te componeren, echter scheen hij niet geïnteresseerd te zijn in een verspreiding. Zo verkocht hij het auteurschap van zijn melodieën vaak voor enkele honderden dollars. Zijn bekendste werk was Earth Angel van The Penguins, dat een veelvuldig gecoverde doowop-standard werd en als eerste r&b-song de sprong lukte naar de blanke popmarkt. So Fine van The Fiestas kwam ook uit zijn pen.
Songwriter/producent George Motola van Modern Records speelde hem in zijn kantoor de onvoltooide ballade Goodnight My Love (Pleasant Dreams) voor, waarvoor Belvin de ontbrekende bridge spontaan en passend afstemde. De aanwezige songwriter John Marascalco kocht direct voor de helft de songwriter-credits. De song werd een r&b-hit, die deejay Alan Freed toepaste als herkenningsmelodie voor zijn radioshow. De opnameleiding bij de sessies voor Modern Records lag meestal in handen van de arrangeur, producent en orkestleider Maxwell Davis. Belvin verleende ook zijn hulp bij Marvin & Johnny, het nieuwe project van zijn oude partner Phillips. Bovendien was hij betrokken bij de opnamen van The Sheiks en The Californians voor Federal Records en is samen met Eugene Church en Obediah Young Jessie als The Cliques te horen op meerdere Modern-singles.
In 1958 nam Belvin met Frankie Ervin en Johnny 'Guitar' Watson als The Shields voor George Motola's Tender Records de song You Cheated op, die zich in de pophitlijst plaatste. In hetzelfde jaar aanvaardde Belvins echtgenote Jo Ann zijn management en kon een contract afsluiten met het major-label RCA Records. Daar verstrekte de jazzer Shorty Rogers hem de waarde van de eigen composities, zodat beiden samen met de echtgenotes de muziekuitgeverij Michel Music oprichtten om van nu af aan Belvins auteursrechten te exploiteren.
De A&R-manager Dick Pierce en de arrangeur Marty Paich planden voor RCA Records een nieuwe uiterlijke image en stijl van de r&b-zanger. Met zijn diepe, warme en ontspannende stem moest Belvin als een mengeling van Nat King Cole en Billy Eckstine de popmarkt veroveren. Uiteindelijk kreeg hij met Funny (1958, 81e plaats) en Guess Who (1959, 31e plaats) twee nationale hits. Zijn verkregen bijnaam Mr. Easy was ook gepland als titel van een album voor het daaropvolgende jaar. Het album moest samenwerkingen bevatten met de jazzers Art Pepper, Jack Sheldon, Frank Rosolino en Mel Lewis.

## Overlijden
In februari 1960 kwamen Jesse Belvin en zijn echtgenote Jo Ann na een concert in Little Rock bij een ongeluk om het leven. Wat later bleek is dat de banden van zijn auto waren ingesneden. 
Belvins meest geprezen album Mr. Easy kwam pas na zijn dood uit. Omdat hij op het tijdstip van zijn overlijden 27 jaar oud was, werd hij soms in samenhang gebracht met de 27 club, die bekende muzikanten van deze overlijdensleeftijd verenigt. 

## Discografie

### Singles
- 1952: Baby Don't Cry / Confessin' Blues, (Specialty)
- 1952: Hang Your Tears Out to Dry / Dream Girl, (King)
- 1955: I'm Only a Fool / Trouble And Misery, (Money)
- 1955: One Little Blessing / Gone, (Specialty)
- 1955: Love Love of My Life / Where's My Girl, (Specialty)
- 1956: Betty My Darling / Dear Heart, (Hollywood)
- 1956: Goodnight My Love (Pleasant Dreams) / I Want You with Me Christmas, (Modern)
- 1957: I Need You So / Senorita, (Modern)
- 1957: Don't Close the Door / By My Side, (Modern)
- 1957: I'm Not Free / Sad & Lonesome (Blues), (Modern)
- 1957: You Send Me / Summertime, (Modern)
- 1957: Beware / Dry Your Tears, (Cash)
- 1957: Just to Say Hello / My Satellite, (Modern)
- 1958: Nel blu dipinto di blu / Ever Since We Met, (RCA)
- 1958: Funny / Pledging My Love, (RCA)
- 1959: Guess Who / My Girl Is Just Enough Woman for Me, (RCA)
- 1959: Deacon Dean Tucker / Little Darling, (Knight)
- 1959: So Fine / Sentimental Heart, (Federal)
- 1959: Here's a Heart / It Could've Been Worse, (RCA)
- 1959: Give Me Love / I'll Never Be Lonely Again, (RCA)
- 1960: The Door Is Always Open / Something Happens to Me, (RCA)
- 1960: I'm Confessin’ / Deep in My Heart, (Class)
- 1961: Looking for Love / Tonight My Love, (Impact)

### Albums
Modern Records publiceerde na Belvins dood veel van de titels opnieuw als compilaties op de sublabels Crown Records, Kent Records en United Superior. Ook RCA gaf postuum veel Best-Of-albums uit. De Specialty-opnamem verschenen pas in de jaren 80 op ACE Records en Specialty-compilaties. Tijdens het leven van de artiest verscheen alleen Just Jesse Belvin.
- 1959: Just Jesse Belvin, RCA
- 1960: Mr. Easy, RCA

- Biblioteca Nacional de España: XX1327686
- Bibliothèque nationale de France: cb13891327x (data)
- Gemeinsame Normdatei: 134325540
- International Standard Name Identifier: 0000 0000 5513 1754
- Library of Congress Control Number: n95047436
- Nationale Bibliotheek van Letland: 000079343
- MusicBrainz: 0199f646-7c2d-459a-b524-c04926386239
- Virtual International Authority File: 7573141
- WorldCat: E39PBJx8Jb7fRttXXQvxWtTWDq